# ハードコア (科学的リサーチプログラム)
ハードコア（Hard core）とは、(1)反証不可能な命題あるいは反証可能であるけれどもとりあえず反証されないとみなされた命題であり、かつ、(2)ある理論体系の指導原理に位置付けられたものを言う。

## ハードコアの意義

### ハードコアと理論
人間がある仮説を検証しようとするとき、研究者は自身の思想信条によってある程度の先入観を抱いてそれに臨むのが普通である。特に、心霊実験などのオカルトにおいて、論者はあらかじめ肯定的な態度か否定的な態度のいずれかを取ることが多い。また、量子力学の解釈をめぐるアインシュタインとボーアらの論争のように、自然科学の分野でも、研究者が自身の自然観や科学観を前提として仮説を組み立てていくことがある。通常、人間はこの前提をなるべく変更しないように思考する習性がある。

### ハードコアと命令
すなわちハードコアは、理論の構築の方針となり、論者はこの前提を擁護する方向で思考を重ねていく。例えば、ある論者が「心霊現象は存在しないものとせよ」という命題を自身のハードコアとするならば、彼は目の前で心霊現象らしきものが起きてもそれによってこのハードコアが反証されたとは考えず、「これは錯覚である」とか「これは手品である」という補助的な仮説によって自身の前提を擁護するだろう。ときとして、論者が自身のハードコアの擁護のためにアドホックな仮説を持ち出すことがあり、これは反証主義の立場などから非科学的な行為であると解されている。

### ハードコアと反証主義
反証可能性を科学の特徴のひとつとする反証主義との関係が問題になる。この点、反証可能性は個々の命題全てに認められる必要はなく、理論全体が反証可能性を有している（特に、アドホックな仮説が存在しない）場合に限っては反証可能性の要件を満たしていると解される。